# 과라니인
과라니인(스페인어: Guaraníes)은 볼리비아, 우루과이, 아르헨티나, 파라과이와 브라질 남부에 사는 아메리카 원주민으로, 문화적 연관성을 가진 여러 집단으로 이루어진다. 과라니어를 사용하는 데서 투피족과 구별된다. 과라니족의 전통적인 거주 지역은 오늘날 파라과이의 파라나 강과 파라과이 강 하류 사이, 아르헨티나의 미시오네스 주, 한때 동쪽으로는 리우데자네이루까지 퍼져 살았던 브라질 남부, 그리고 우루과이와 볼리비아 일부 지역에 걸친다.
유럽의 식민화와 이에 따른 메스티소 인구의 증가로 이 지역에서 과라니인의 인구학적 우위는 약화되었지만 여전히 파라과이와 아르헨티나, 볼리비아의 일부 지역에는 다수의 과라니인이 살고 있다. 주목할 만한 점은 이들의 전통적인 언어인 과라니어가 현대 파라과이에서도 스페인어와 함께 2가지 공용어 중 하나로서 사회적 의사소통이나 공립학교 교육 등에 널리 쓰이고 있다는 점이다. 오늘날 스페인어로 '과라니인'이라는 표현은, 마치 프랑스인을 문학적으로 갈리아인으로 표현하듯이 파라과이 국민 전체를 가리키는 데 사용되기도 한다.

## 같이 보기
- 과라나
- 과라니어
- 브라질 원주민
- 투피족
- 엔코미엔다
- 마푸체족
- 파라과이 과라니